# Conjunto Arquitetônico e Paisagístico de Lençóis
O Conjunto Arquitetônico e Paisagístico da Cidade de Lençóis é uma área histórica localizada no centro da cidade de Lençóis, no estado brasileiro da Bahia. Foi tombado pelo Instituto do Patrimônio Histórico e Artístico Nacional (IPHAN) em 1973 por causa de sua importância cultural. Foi construída nos séculos XVIII e XIX durante a ocupação de núcleos voltados para a mineração no município de Lençóis. O tombamento envolve 570 imóveis.

## Arquitetura e urbanismo
Todos os edifícios e residências estão assentados em ruas irregulares devido a falta de planejamento urbano e da topografia acidentada onde a cidade está inserida. O conjunto é marcadas pela presença de pequenas praças de forma intercalada. O pavimento de algumas ruas é constituído da própria rocha que aflora no local, enquanto as ruas construídas apresentam pavimentação de pedras irregulares que formam desenhos decorativos.
A arquitetura das edificações são da segunda metade do século XVIII e é formado por casas e sobrados que foram construídos com diferentes técnicas, principalmente com o adobe, na qual se destacam pelas cores vivas de suas alvenarias e esquadrias. Uma característica incomum do centro histórico de Lençóis em comparação com outras cidades coloniais é a inexistência de monumentos religiosos.
A partir da segunda metade do século XIX, foram construídos os grandes sobrados que compõem a antiga Praça do Mercado (atual Praça Horácio de Matos), onde ainda existem cinco residências desta época. Um destes sobrados serviu como Casa do Conselho, mas foi demolido na década de 1940 para a construção da Agência dos Correios e Telégrafos.

## Contexto histórico
O povoamento da região surgiu a partir de dois núcleos, o Serrano situado em uma parte mais alta do arraial e conforme ele foi se expandindo, seguiu em direção à praça Horácio de Matos (antiga Praça do Mercado) e o núcleo São Félix, localizado à margem do outro lado do rio.
O conjunto arquitetônico e paisagístico é fruto da época em que Lençóis era a maior produtora mundial de diamantes e a terceira cidade mais importante da Bahia. O desenvolvimento da cidade teve dois grupos fundamentais: os garimpeiros e os comerciantes, que financiavam o garimpo e eram responsáveis pela negociação com os comerciantes da França, Alemanha e Inglaterra. Em seu auge, surgiram as residências luxuosas, cujos proprietários decoravam seu interior com  objetos importados da Europa e até um vice-consulado francês foi instalado na cidade.

## Tombamento

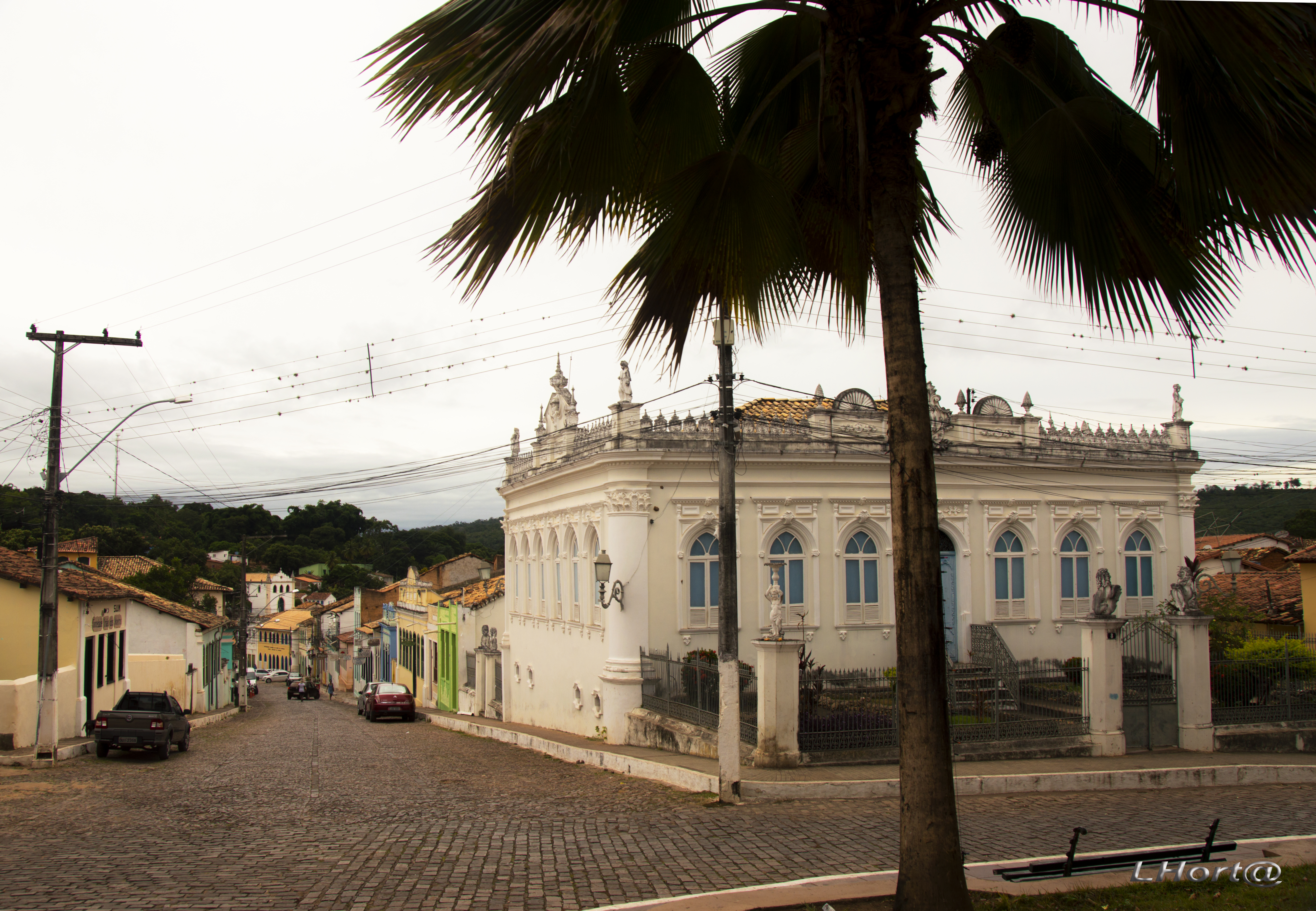
Antiga prefeitura de Lençóis.

Ao todo, são diversas edificações e monumentos tombados dentro do Conjunto Arquitetônico da cidade de Lençóis, os principais bens tombados são:
- Praça Horácio de Matos: à época áurea do garimpo, funcionava como entreposto comercial de exportação para a Europa e de importação de artigos de luxos vindos de lá.[5]
- Mercado Público Municipal: erguido do final do século XIX a 1940, já abrigou feira livre, serviu de cinema e locação do filme "Diamante Bruto".[6]
- Ponte sobre o rio Lençóis: iniciada sua construção em 1860 para gerar renda aos garimpeiros, ociosos por causa da seca que ocorreu em 1859. Com arcos romanos, localizada à entrada da cidade[7][8][9]
- Antiga Prefeitura Municipal (atual Escritório Técnico do Iphan): construído em 1860, teve instaladas a Casa de Câmara no térreo e a Cadeia Pública no subsolo antes de abrigar a antiga prefeitura. Segundo o historiador Delmar de Araújo, os leões da entrada foram solicitados pelo coronel César Sá, que foi um dos moradores da edificação.[6]
- Antigo Posto de Saúde
- Teatro de Arena: construído em 1981 sobre as ruínas da Igreja Nossa Senhora da Conceição, que foi iniciada no século XIX mas nunca foi finalizada.[9]
- Igreja Nossa Senhora do Rosário: construída na segunda metade do século XIX, chamando atenção por não possuir pinturas no forro da nave como era comum à época.[7]
- Igreja de Nosso Senhor dos Passos: iniciada em 1851 e concluída em 1855. Abriga a imagem de Nosso Senhor Bom Jesus dos Passos, que foi trazida de Portugal em 2 de fevereiro de 1852 por encomendação de dois irmãos portugueses José e Joaquim Tozal, cujo terreno para a capela também foi doado por eles. É o santo padroeiro dos garimpeiros, sua festa ocorre durante onze dias, tendo início 23 de janeiro e terminando em 2 de fevereiro.[3][9][10][11]
- Casa de Cultura Afrânio Peixoto e Anfiteatro: sobrado onde nasceu Afrânio Peixoto em 1876[5]
- Biblioteca Pública: casa onde nasceu Urbano Duarte.[9]
- Arquivo Público: situado à avenida Sete de Setembro, antigo prédio da Sociedade União dos Mineiros (SUM).[9][12]
- Prédio da Philarmônica Lyra Popular de Lençóis: situado à rua Samuel Sales, foi construído entre 1903 e 1926, com origem em outras três filarmônicas do século XIX e sob a coordenação do Maestro Clementino Oliveira da Costa.[12][13][14]